# Heli Service International
Heli Service International GmbH ist ein deutscher Helikopterdienstleister mit Sitz Emden und Weßling auf den Flugplätzen Emden und Oberpfaffenhofen. Die Dienstleistungen umfassen den Transport von Passagieren und Fracht zu und von den Offshore-Windparks, Forschungs- und Errichterschiffen, Helicopter Hoist Operations (HHO) sowie Drittwartungen und Helicopter Emergency Medical Services (HEMS).

## Geschichte
Das Unternehmen wurde 1987 als Helikopter-Service-Mittel GmbH in Egelsbach gegründet. Die Firma bot zunächst Rettungsflüge, Personen- und Frachttransport, Helikopterpilotenausbildung und Wartung an. Der Rettungsflugzweig wurde 1998 an die ADAC Luftrettung verkauft. Seit 2006 konzentriert sich die Gesellschaft auf Offshore-Versorgungsflüge. 2007 wurde der Sitz nach Bremerhaven verlegt und die Basis in Egelsbach aufgegeben. Gleichzeitig erfolgte die Umfirmierung in Heli Service International GmbH. 2011 wurde die neue Basis in Emden in Betrieb genommen.
2016 erwarb die Volartus Gruppe sämtliche Anteile und setzte J. Oliver Freiland als Geschäftsführer ein.
2021 eröffnete HeliService einen zweiten Standort für Eigen- und Drittwartung am Flughafen Oberpfaffenhofen.
2022 erhielten beide Standorte (Emden & Oberpfaffenhofen) die Auszeichnung als „Leonardo Excellent Service Centre“.

## Dienstleistungen
PassagiertransporteDas Unternehmen transportiert täglich Offshore-Service-Personal und Fracht auf Windenergieanlagen und Plattformen.
HoistingAlle Hubschrauber sind mit Goodrich-Winden ausgestattet. Diese besitzen Sicherheitsrettungshaken. Die AW139 war die erste ihrer Art in Deutschland mit einer fehlersicheren Doppelwinde montiert. Das Unternehmen ist der erste Betreiber von AW169, der speziell für Offshore-Hubwerke entwickelt wurde.
TrainingDas Unternehmen bietet Offshore-Unternehmen an, ihr Personal für zukünftige Hoist-Operationen auszubilden. Außerdem bietet es die Möglichkeit praktische Abschnitte für diverse Ausbildungsformen in der (Fluggeräte-)Mechanik (Bspw. zum Militärluftfahrttechniker) in der Wartungsabteilung des Unternehmens durchzuführen
WartungDas Unternehmen führt MRO (Maintenance, Repair & Operations) an Hubschraubern der eigenen Flotte sowie von Drittanbietern in Emden und Oberpfaffenhofen durch und bietet Sicherheits- und Qualitätsservices für Hubschrauber verschiedener Marken an. Der Instandhaltungsbetrieb ist eine autorisierte Ausbildungsstätte für Flugzeugmechaniker. Außerdem sind beide Standorte als Leonardo Excellent Service Centre ausgezeichnet.
Expeditionen/ForschungIm Auftrag der Bundesrepublik Deutschland werden Schiffshubschrauber für Expeditionen angeboten. Hierzu betrieb die HSI früher Hubschrauber der Typen Bölkow Bo 105 und MBB BK117, die speziell für Forschungsflüge an Bord des Eisbrechers Polarstern ausgestattet waren. Heli Service International ist das einzige Unternehmen in Deutschland, welches regelmäßig an Expeditionen auf dem Polarmeer teilnahm.

## Flotte
| Helikoptertyp  | Registrierung                      | Eigenschaften |
| -------------- | ---------------------------------- | --- |
| Leonardo AW139 | D-HHIC D-HHMH D-HHMR D-HHPK D-HHSH | Maximum take-off weight: 7,000 kg Travel speed: 140 kts \| 259 km/h Transport capacity: 12 passengers Endurance: 3.5 hours Hoist load: 272 kg (dual) |
| Leonardo AW169 | D-HHFJ D-HHLJ D-HHMJ D-HHTJ D-HTWA | Maximum take-off weight: 4,800 kg Travel speed: 135 kts \| 250 km/h Transport capacity: 8 passengers Endurance: 2.5 hours Hoist load: 272 kg         |